# Luiz Tatit
Luiz Augusto de Moraes Tatit (São Paulo, 23 de outubro de 1951) é músico, linguista e professor universitário brasileiro.

## Biografia
Luiz Tatit é graduado em Letras (Lingüística) pela Faculdade de Filosofia, Letras e Ciências Humanas (FFLCH) da Universidade de São Paulo (1978) e em Música (Composição), pela Escola de Comunicações e Artes (1979) da mesma universidade.
Obteve seu doutorado em 1986 na FFLCH da USP, com a tese Elementos semióticos para uma tipologia da canção popular brasileira.
É professor titular do Departamento de Lingüística da Faculdade de Filosofia, Letras & Ciências Humanas da USP.
Luiz Tatit escreveu a letra da canção Capitu, homenagem ao personagem do livro Dom Casmurro, de Machado de Assis, gravada por Zélia Duncan e Ná Ozzetti.
Sua canção Achou foi vice-campeã de júri e de público no Festival da TV Cultura, defendida por Ceumar.
A canção Show, defendida por Ná Ozzetti no "Festival da Música Brasileira", da TV Globo, deu à cantora o prêmio de "Melhor Intérprete", e o direito a gravar um CD pela Som Livre, que recebeu o mesmo título da canção - Show.

## Livros publicados
- A canção: Eficácia e Encanto. Ed. Atual, 1986.
- Semiótica da Canção: Melodia e Letra. Ed. Escuta, 1994.
- O Cancionista: Composição de Canções no Brasil. Edusp, 1996.
- Musicando a Semiótica: Ensaios. Ed. AnnaBlume, 1997.
- Análise Semiótica Através das Letras. Ateliê Editorial, 2001.
- O Século da Canção. Ateliê Editorial, 2004.
- Três Canções de Tom Jobim. (com Arthur Nestrovski e Lorenzo Mammi) Cosac e Naify, 2004.

## Produção musical
É membro fundador do Grupo Rumo, representante da vanguarda musical paulista da década de 1980. Com o Grupo RUMO, incluindo compactos, Luiz Tatit gravou no total seis discos, relançados em 2004.
A partir da década de 1990 segue carreira solo.
Discos com o Grupo Rumo:
- 1981 - "Rumo" - Independente
- 1981 - "Rumo aos antigos" - Independente
- 1983 - "Diletantismo" - Continental
- 1985 - "Caprichoso" - Independente
- 1989 - "Quero Passear" - Eldorado
- 1991 - "Rumo ao Vivo" - Camerati
- 2019 - "Universo" - Selo SESC

Discos solo:
- 1997 - "Felicidade" - Dabliú
- 2000 - "O meio" - Dabliú
- 2005 - "Ouvidos uni-vos" - Dabliú
- 2007 - "Rodopio" - Dabliú (CD e DVD)
- 2010 - "Sem Destino" - Dabliú
- 2014 - "De nada a mais a algo além"
- 2016 - "Palavras e Sonhos"
- 2021 - "Abre a cortina"
- 2022 - "Vai por mim"
- 2024 - "De lua"